# Léon Vouaux
Léon Vouaux né le 25 février 1870 à Baccarat dans le département de la Meurthe-et-Moselle est un prêtre catholique, mycologue et botaniste français, fusillé à Jarny le 26 août 1914. Son nom est inscrit au Panthéon parmi les 560 écrivains morts au champ d'honneur pendant la Première Guerre mondiale.

## Biographie
Léon Vouaux, né le 25 février 1870 à Baccarat, est le fils de Victor Vouaux (1836-1894), tailleur de cristaux et de Marie Adeline Jacquot (1848-1913). 
Après avoir étudié au petit séminaire à Pont-à-Mousson (1883-1887) puis au séminaire de Nancy (1887-1892), il est ordonné prêtre du Diocèse de Nancy en octobre 1893 et devient professeur de littérature et de mathématiques au collège-lycée La Malgrange. Il poursuit ses études à l'Université de Nancy où il obtient une licence ès lettres en 1895 et passe l'agrégation de grammaire avec succès en 1898,. 
Attiré par les sciences naturelles, il fréquente l'abbé Harmand, spécialiste de lichénologue qui enseigne également à La Malgrange et le professeur Georges Le Monnier de la faculté des sciences de Nancy, et devient membre de la Société mycologique de France à partir de 1903 et la Société entomologique de France. Ses travaux de recherche sur les lichens et les champignons sont cités dans les publications du Bulletin de la Société botanique de France ou dans l'ouvrage Lichens de France de l'abbé Harmand. Commentant l'ouvrage Synopsis des Champignons parasites des Lichens, publié entre 1912 et 1914 dans le bulletin de la Société mycologique, Jean Paul Vuillemin écrit à son propos que « les éminentes qualités reflétées dans le Synopsis permettent d'inscrire le nom de Léon Vouaux sur la liste des grands botanistes dont s'honore la science française ». 
Il parvient à lire couramment l'allemand, l'anglais, l'italien, l'espagnol et maitrise suffisamment le russe et l'arabe. En 1913, il publie une traduction commentée des Actes de Paul et ses lettres apocryphes et rédige, en 1914, Les Actes de Pierre qui paraitront après la guerre en 1922.
Fin juillet 1914, il est chez son frère Auguste, curé de la commune de Jarny et le remplace début août quand celui-ci est mobilisé. Le 8 août, les régiments bavarois entrent dans le village. À partir du 24 août, les troupes françaises bombardent les positions prises à Jarny. Par représailles, les soldats allemands incendient l'église, les maisons, tuent de nombreux civils et prennent des otages parmi lesquels Léon Vouaux. Le 26 août 1914, Léon Vouaux est fusillé avec le maire de Jarny et trois jeunes otages. Il est inhumé dans le cimetière de Jarny. 

## Distinctions
- Chevalier de la Légion d'honneur, à titre posthume, décret du 21 septembre 1923
- 1915 : Académie française - Prix Saintour pour Les Actes de Paul et ses lettres apocryphes[13]

## Hommages
- Le nom de Léon Vouaux est inscrit au Panthéon dans la liste des 560 écrivains morts pour la France pendant la guerre de 1914-1918[14].
- Son nom figure sur un monument commémorant l'exécution des otages et sur le monument aux morts à Jarny, sur les plaques commémoratives du collège de La Malgrange, de l'École Saint-Sigisbert et de la cathédrale de Nancy[15].
- Une rue de Jarny a été nommée Rue de l'Abbé Vouaux[16].
- Dans son rapport du 25 novembre 1915, sur les concours littéraires de l'Académie française, Etienne Lamy, secrétaire perpétuel dit ceci : « Et pour fermer la marche sainte de ceux qui se sont donnés par une immolation de plus en plus parfaite à une cause de plus en plus infinie, voici le prêtre : un prêtre dont la simplicité a connu, dès le premier pas, sa route, son amour, son maître, et qui a écrit comme il a vécu, pour Dieu. L'abbé Léon Vouaux était un Lorrain de la frontière. Il professait au collège de la Malgrange ; un peu d'aide prêtée à son intelligence l'avait aisément conduit à la licence ès lettres. Il satisfaisait à la fois sa piété et son savoir par l'étude de l'antiquité chrétienne. Une docte étude sur les Actes de Paul, une des légendes apocryphes par lesquelles l'imagination populaire tenta, dès le IIe siècle, d'embellir la vérité, avait valu au commentateur l'estime des bons juges. Il avait un frère, prêtre comme lui, et, près de lui, curé de Jarny. Le 4 août, le curé était appelé sous les armes, et le professeur prenait à Jarny la place de son frère. Le 8, Jarny est occupé par les Bavarois avec des retours offensifs de nos troupes : les Allemands se vengent de leur insécurité sur la population de Jarny, et l'abbé Vouaux se trouve le défenseur de la ville. Il l'est dix-sept jours. Mais tout embarras qu'il donne aux brutalités des occupants accroît leurs griefs contre lui. Le 24 août, il est arrêté comme otage, et sous l'accusation, qui ne trompe personne, d'avoir de son clocher tiré sur les Allemands. Il ne comparaît devant aucun tribunal, il apprend qu'il sera fusillé le lendemain. Après avoir demandé des juges qu'on lui refuse, il se tait et, portant sa cause au Juge des sentences iniques, n'a plus de regards que pour son bréviaire et son crucifix. Ainsi quitta le monde, le 25 août 1914, Léon Vouaux, né en 1870. Sa vie de quarante-quatre ans s'étendit comme un signe de paix entre deux dates de guerre, et il mourut de la haine que soulève chez les Allemands le patriotisme des prêtres français »[17],[18].

## Œuvres principales
- Synopsis des Champignons parasites des Lichens, 1912-1914
- Les Actes de Paul et ses lettres apocryphes, 1913
- Les Actes de Pierre, 1922